# Автомат (фильм)
«Автомат» (англ. The Automat ) — американский документальный фильм 2021 года, снятый и спродюсcированный Лизой Гурвиц по сценарию Майкла Левина. Речь идёт об автоматах (рестораны быстрого питания), когда-то принадлежавших Horn & Hardart. Премьера фильма состоялась 2 сентября 2021 года на кинофестивале в Теллурайде. В США он был выпущен 18 февраля 2022 года компанией A Slice of Pie Productions. Фильм получил в целом положительные отзывы критиков.

## Краткое содержание
В 1988 году Джозефом Хорном и Фрэнком Хардартом была основана компания Horn & Hardart, которая была известна тем, что использовала первые автоматы общественного питания в Филадельфии и Нью-Йорке. Данная сеть ресторанов была хорошо известна в США тем, что подавала еду из торгового автомата за никель. Последний автомат в Нью-Йорке компании Horn & Hardart закрылся в апреле 1991 года.

## Появления
- Мел Брукс
- Рут Бейдер Гинзбург
- Эллиот Гулд
- Колин Пауэлл
- Карл Райнер
- Говард Шульц

## Производство
В документальном фильме рассказывается о взлёте и падении автоматов Horn & Hardart. Режиссёр Лиза Гурвиц сказала, что на создание документального фильма её вдохновило то, как она сидела в автомате во время учёбы в колледже. В фильме использована оригинальная песня «At the Automat», написанная и исполненная Мелом Бруксом. Композитор Хамми Манн.

## Прокат

### Кассовые сборы
В США и Канаде фильм заработал 13 917 долларов в кинотеатре Film Forum в первые выходные Во второй уик-энд сборы в трёх кинотеатрах составили 15 013 долларов.

### Приём

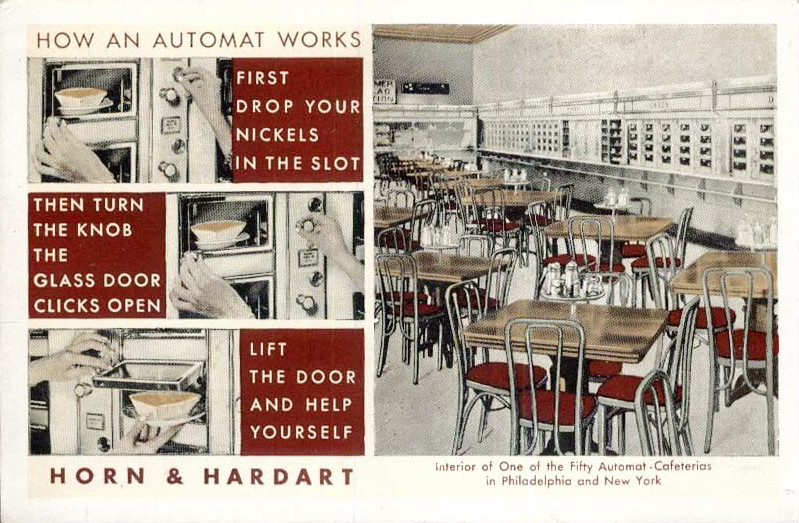
Подводя итог критической реакции на документальный фильм, Rotten Tomatoes сказали, что «Автомат» вызовет у зрителей ностальгию

На Rotten Tomatoes фильм имеет рейтинг одобрения 96 % на основе 23 рецензий со средней оценкой 8,3/10. Агрегатор рецензий Metacritic, который использует среднее взвешенное значение, присвоил фильму 79 баллов из 100, основываясь на 9 рецензиях. что указывает на «в целом положительные отзывы».
Оуэн Глейберман из Variety, что фильм «затрагивает так много резонансных аспектов того, чем Америка когда-то была, и что смотреть его — значит погрузиться в чарующую и тоскливую глубокую задумчивость, путешествующую во времени». В статье для The New York Observer Рекс Рид сказал, что это «раскрывает суть значения Автомата, затрагивая суть его социального воздействия на Нью-Йорк и меняющийся мир, в котором мы живём».